# ガリンコ号
ガリンコ号（ガリンコごう）は、紋別市の紋別港で観光目的に運用されている砕氷船。オホーツクガリンコ観光汽船並びに後身のオホーツク・ガリンコタワーが運航している。

## 概要
「ネジを廻すと前に進む」という原理を利用した「アルキメディアン・スクリュー」と呼ばれる螺旋型のドリルを船体前部に装備し、それを回転させ氷に乗り上げ、船体重量を加えて氷を割ることで流氷域の航行を行う。初代から3代目まで3つの船があり、初代ガリンコ号は、北海道遺産の一つである。

## 実験艇
1976年に三井造船によって氷上や氷が浮く海にて使える水陸両用の船として アルキメデススクリュートラクター(AST)が企画され開発が開始された。
1978年12月に試験結果をもとに人間が搭乗するタイプの実験艇 AST-001号艇が完成し、1979年2月から1981年8月にかけて日本国内で試験が行われた。
続いて1980年1月にはより実用的なAST-002号艇が完成し日本国内のほか、アラスカにおいても試験が行われた。
2025年現在、AST-001号艇は紋別海洋公園にて動態保存されている。

## ガリンコ号（初代）
元は三井造船が氷海域での資源開発のために建造した実験船「おほーつく」（ASV-001）で、1981年（昭和56年）12月26日に進水した。
当時三井造船では新形式船舶(Advanced Marine Vehicle)略してAMVの開発を行っており、それぞれに英語3文字の略称をつけていた。この水上氷上走行用特殊船アルキメディアンスクリュー船は「Archimedean Screw Vessel」の略でASVとされた。
当初50馬力の船外機とスクリュー2本の構造で竣工し、1982年度にスクリューを4本に追加、1983年度に主機関と船尾プロペラの追加、1984年度に流氷への乗り上げと砕氷力向上の為のスクリュー形状の変更を行い1985年度まで実験を実施。
1985年（昭和60年）の実験終了に伴い、有効利用のために日本船用機器開発協会（現・日本船用工業会）および三井造船の協力のもと観光船に改造され、1986年に紋別市へと傭船された上で船名を「ガリンコ号」と改められた。1987年（昭和62年）2月1日就航。当初の定員は32名で、世界初の流氷砕氷観光船だった。
その後1988年（昭和63年）に2階建てへと改造され、定員は70名となった。1996年（平成8年）3月10日までの10シーズンに渡り、延べ8万人以上の観光客が利用した。
4本の巨大なアルキメディアン・スクリューを持ち、20 - 50cmの厚さの氷を割って進むことが出来る。しかし元が実験船であったため沖合に出ることが難しく、最長で沖合2kmまでの区間を航行していた。また増設された展望室以外の客席が露天であるなど、乗り心地も快適とはやや言い難かった。現在は紋別海洋公園ガリヤゾーン内に陸揚げ展示されており、その巨大なアルキメディアン・スクリューを目の当たりにすることができる。
2016年9月、第１回ふね遺産に認定された。

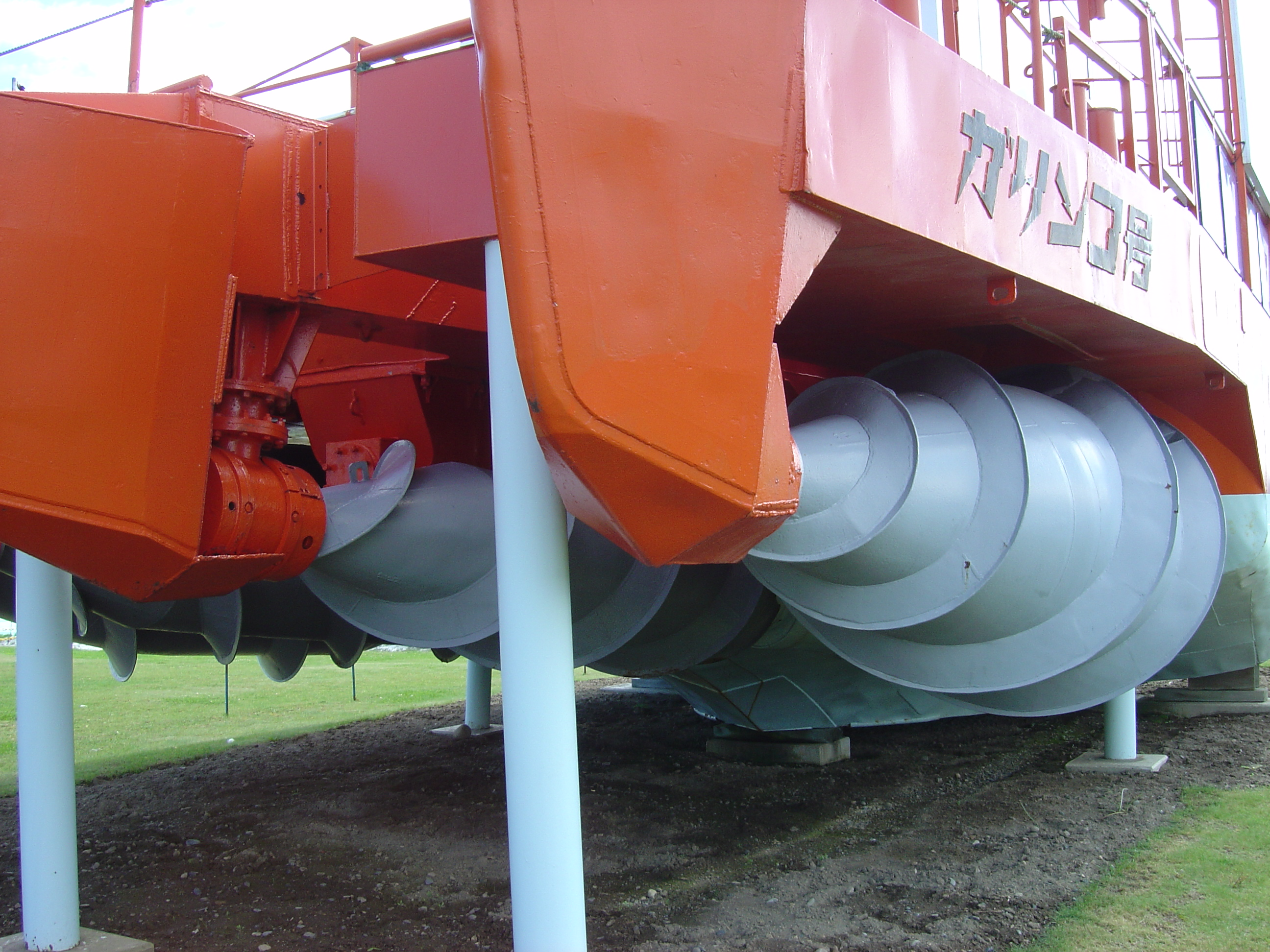
ガリンコ号のアルキメディアン・スクリュー

## ガリンコ号II
初代ガリンコ号が実験船を改造した船であるのに対し、後継の本船は当初から流氷観光をターゲットに設計された。総トン数は初代の4倍近い150tとなり、定員も195名と大幅に増員された。また冷暖房完備の客室を持ち、自動販売機や売店も完備しているため、快適にクルージングをすることが出来る。ヤマニシで建造され、1997年（平成9年）1月に就航した。
沖合10kmまでの航行が可能となり、これに合わせて夏期の運航も開始された。夏場は便によりデッキから釣りをすることも出来る。
特徴であったアルキメディアン・スクリューは初代の4本から2本に減ったものの砕氷能力は向上。氷厚40cmの氷を割りながら進むことが出来るようになった。
2021年の新造船就航後は、新造船との2隻体制で運航しキャパシティやダイヤ利便性の向上を図る形とし、その後老朽化に伴い2025年に引退の方針となり3月の流氷シーズン後4月12日から29日の週末に特別営業を行い引退。
船内
- 上甲板
  - 客席（椅子108席）
  - 展望デッキ（立席49席）
- 船橋甲板
  - 流氷見学室（椅子20席・立席9席）

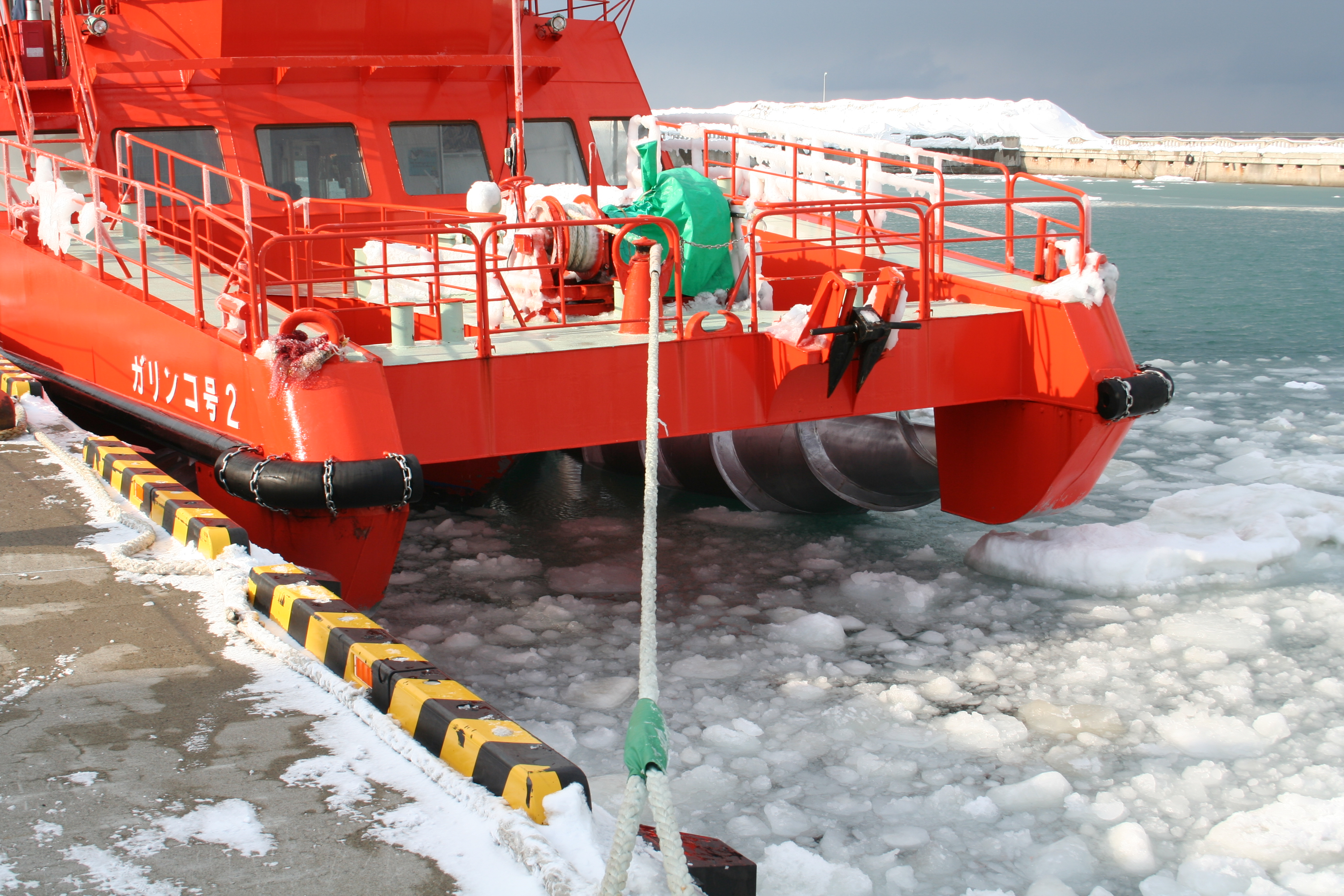
ガリンコ号IIのアルキメディアン・スクリュー
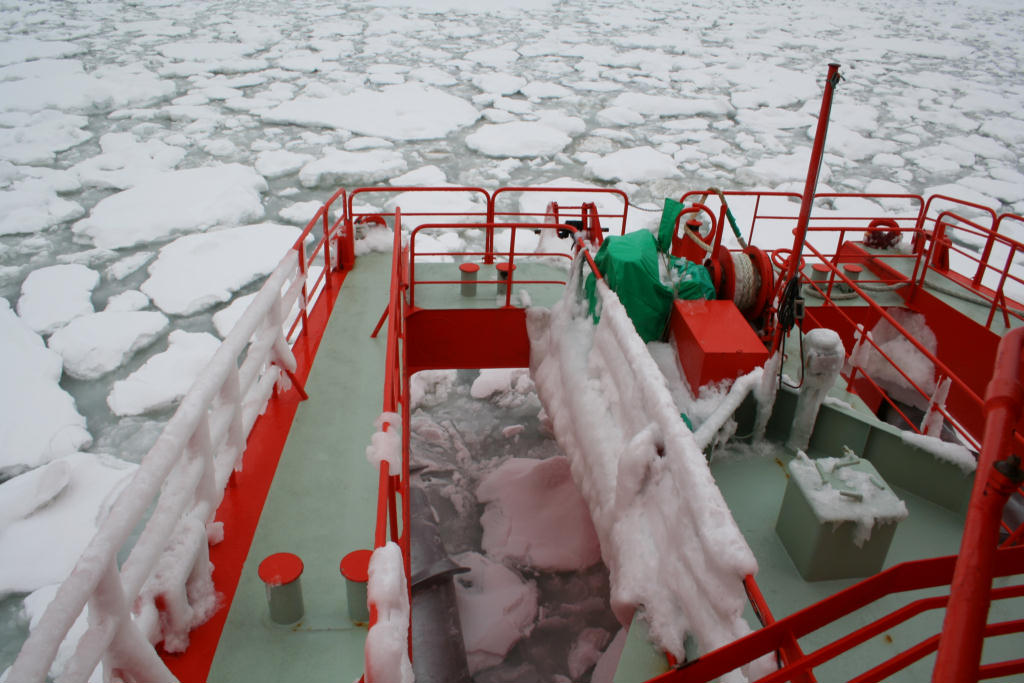
走行中のガリンコ号IIのアルキメディアン・スクリュー

## ガリンコ号III IMERU
2019年に3代目の建造計画が公表され、船体の拡大による定員増加や速度向上を図るとした。
その後、三浦造船所にて建造され、2020年7月29日に進水し船名は「ガリンコ号III IMERU（イメル）」と決定。イメルはアイヌ語で「稲光」「雷」を意味する。2021年1月9日に就航した。
3階建てで、アルキメディアン・スクリューやクレーンなどを装備し、船尾のAフレームクレーンを用いた観測機器の上げ下ろしにより流氷下のプランクトン調査など海中での学術調査への対応も図った。
推進装置にはZペラを用いて操縦性を向上させ、最高速力は16ノットと前船から向上し従来たどり着けなかった遠方の流氷への航行を容易とする形とした。
船内
- 3階 - 展望席（ベンチを横方向に設置[20]）、流氷見学所デッキ
- 2階 - 椅子席客室、案内所・売店、前部展望室
- 1階 - 椅子席客室

## 運用
夏季
オホーツク海クルージング便（5 - 10月）と、フィッシング便（6 - 9月）が出ている。フィッシング便ではカレイを主な獲物としエサと釣り竿が船内に準備されており、手ぶらで乗船しても釣りを楽しむことができる。
冬季
1 - 3月は流氷観光便となる。乗船時間は約1時間。流氷を砕く大きなドリルで砕けた流氷と海水が織りなす神秘的な色彩と、砕かれた流氷が船体から浮き上がってくる様や、オオワシやオジロワシやアザラシを見ることができる。

## その他
- 乗船券には「緊急時には協力をお願いするため該当の方は○印をつけてください。医師・看護師・海上保安官・警察官・消防官・自衛官・船員」と書かれている。
- 皆川亮二の漫画『D-LIVE!!』にガリンコ号2が登場する。